# آرثر مورتون
آرثر مورتون (بالإنجليزية: Arthur Morton)‏ (22 أغسطس 1925 في المملكة المتحدة - 1 مارس 2011) هو لاعب كرة قدم بريطاني (وحمل سابقاً جنسية المملكة المتحدة لبريطانيا العظمى وأيرلندا) في مركز الدفاع. لعب مع هدرسفيلد تاون.